# 普萊斯 (新罕布什爾州)
普萊斯（英語：Place）是位於美國新罕布什爾州斯特拉佛縣的非建制地區。

## 地理
普萊斯所處的海拔為高於海平面82米（即269英呎），而該地所採用的時區為UTC-5，即北美东部时区（EST）。同時該地設有夏令時間，為UTC-5調快一小時，即UTC-4（EDT）。